# جون مارلو
جون مارلو (انگلیسی: June Marlowe; ۶ نوامبر ۱۹۰۳ – ۱۰ مارس ۱۹۸۴) یک هنرپیشه اهل ایالات متحده آمریکا بود.